# فاطمة الشكري
فاطمة الشكري هي إعلامية و إذاعية ليبية من بنغازي حاصلة على شهادة الدكتوراة من كلية الاعلام - جامعة القاهرة - مصر  كانت من أوائل الإعلاميات الليبيات في الإذاعة والتلفزيون و اشتهرت من خلال برنامجها ( أطيب الأوقات ) الذي كانت تقدمه رفقة زميلها أحمد أنور  كما كان لها عديد الحوارات مع فنانين و مثقفين و أدباء ليبيين من أمثال ( شادي الجبل ) و بنت الوطن ( خديجة الجهمي ) تم تكريمها في النسخة الثالثة من جائزة سبتيموس في ليبيا  توفيت شهر فبراير 2015.

## وصلات خارجية
- خبر وفاة الإعلامية الليبية فاطمة الشكري - وكلة أنباء الشعر
- وفاة الإعلامية فاطمة الشكري - إيوان ليبيا